# Al-Hilal Saudi FC Al-Riyad
|  | Aquest article tracta sobre el club de futbol saudita. Vegeu-ne altres significats a «Al-Hilal». |

L'Al-Hilal Saudi Football Club (àrab: نادي الهلال السعودي, an-Nādī al-Hilāl as-Saʿūdī, ‘Club Saudita de la Lluna Creixent’) és un club saudita de futbol de la ciutat de Riad. Al-Hilal significa «Lluna Creixent.»
A nivell internacional, l'Al-Hilal ha fet múltiples aparicions a la Copa Mundial de Clubs de la FIFA. Van ser subcampions a la Copa Mundial de Clubs de la FIFA 2022, convertint-se en el primer club asiàtic d'un país no amfitrió a arribar a la final del torneig. Al setembre de 2009, l'Al-Hilal va ser guardonat com el Millor Club Asiàtic del Segle XX per la IFFHS. L'Al-Hilal té un valor de mercat de 242,5 milions d'euros el 2024, el més alt de l'Aràbia Saudita.

## Història
Va ser fundat a Riad el 15 d'octubre de 1957 per Abdul Rahman Bin Saad Bin Saeed, fou conegut com a Olympic Club a la seva fundació, però el 3 de desembre de 1958 el rei Saud Bin Abdul-Aziz va fer efectiu el canvi de nom a Al-Hilal després d'assistir a un torneig que van participar Al-Hilal, Shabab Al-Riyadh, Al-Alhi Riyadh i EL-Kawkab. És el club més reeixit del seu país amb 47 trofeus oficials des de la seva fundació el 1957. Jugadors destacats a la història del club han estat els saudites Sami Al-Jaber i Yousuf Al-Thunayan i el brasiler Roberto Rivellino, que jugà al club de 1978 a 1981. L'any 2009 fou premiat millor club asiàtic del segle XX per IFFHS.

## Estadi
Juga els seus partits com a local al Kingdom Arena situat a la ciutat de Riad.

## Palmarès
- Lliga saudita de futbol:[4]

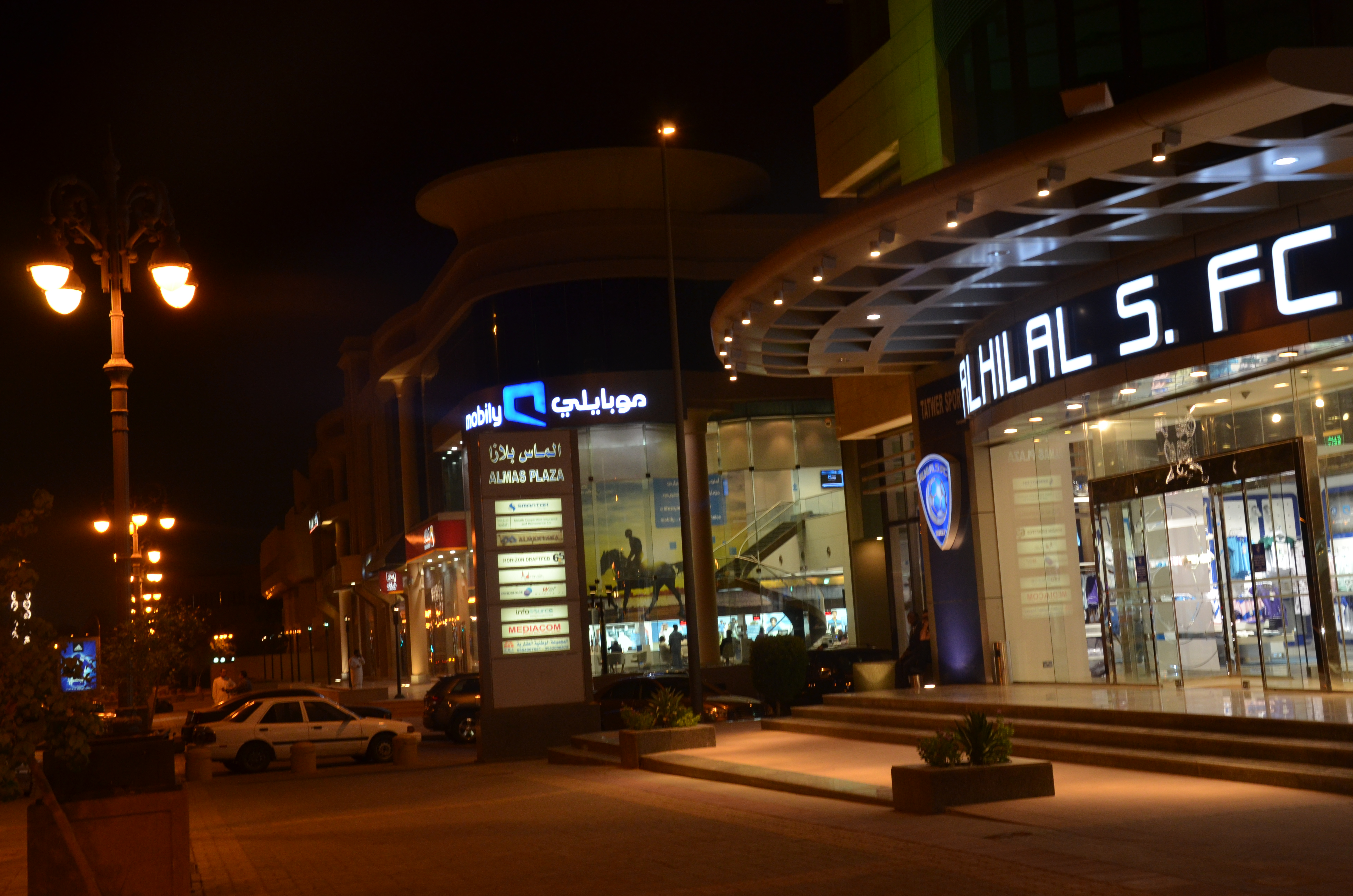
Seu del club Al Halil.

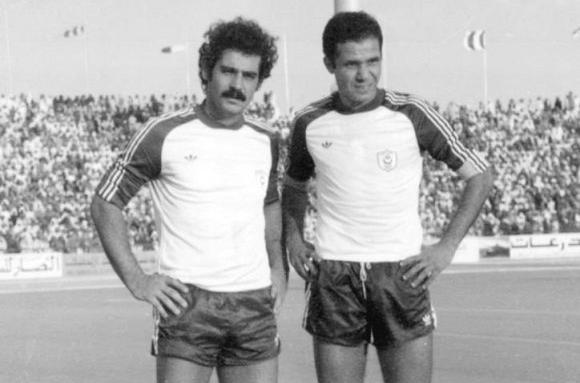
Roberto Rivelino i Najeeb Al Imam a Al-Hilal.

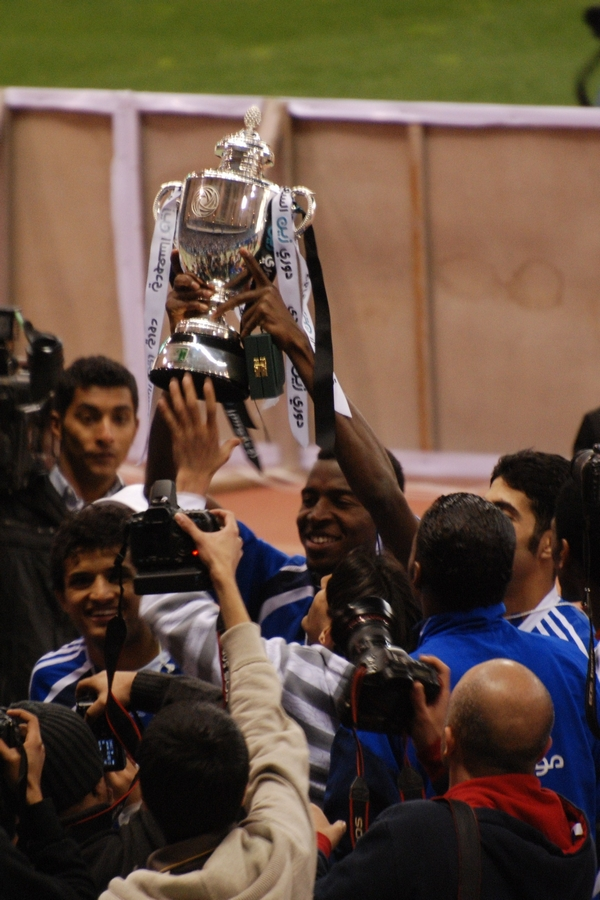
Al-Hilal campió de lliga el 2010.

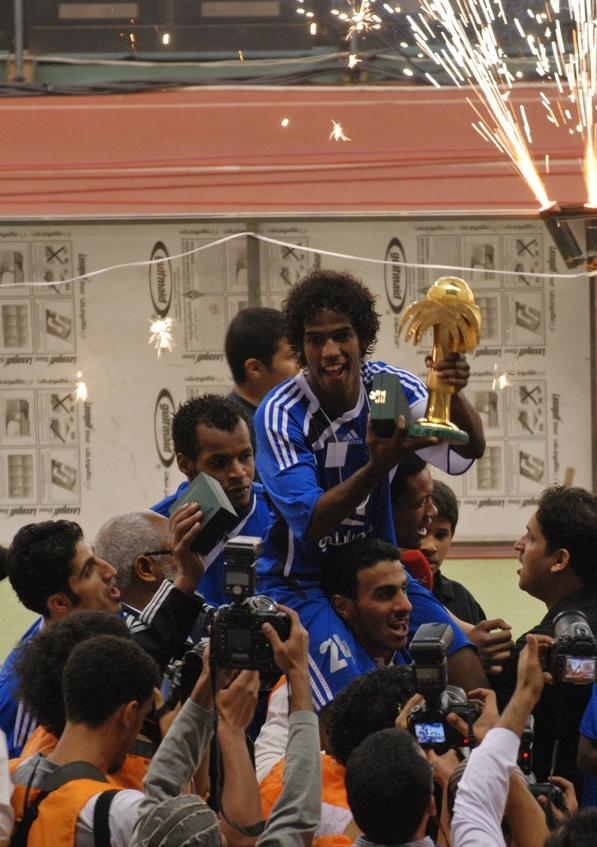
Al-Hilal campió de la Copa Príncep el 2010.

  - 1977, 1979, 1985, 1986, 1988, 1990, 1996, 1998, 2002, 2005, 2008, 2010, 2011, 2017, 2018, 2020, 2021, 2022, 2024
- Copa del Rei saudita de futbol:[5]
  - 1961, 1964, 1980, 1982, 1984, 1989
- Copa del Príncep de la Corona saudita de futbol:[5]
  - 1964, 1995, 2000, 2003, 2005, 2006, 2008, 2009, 2010, 2011
- Copa Federació saudita de futbol:[5]
  - 1987, 1990, 1993, 1996, 2000, 2005, 2006
- Copa dels Fundadors saudita de futbol:
  - 1999
- Lliga de Campions de l'AFC:
  - 1992, 2000
- Recopa asiàtica de futbol:
  - 1997, 2002
- Supercopa asiàtica de futbol:
  - 1997, 2000
- Lliga de Campions aràbiga de futbol:
  - 1994, 1995
- Recopa aràbiga de futbol:
  - 2001
- Supercopa saudita de futbol:[5]
  - 2002
- Supercopa saudí-egípcia de futbol:
  - 2001
- Copa del Golf de futbol:
  - 1986, 1998

## Jugadors destacats
| - Sami Al-Jaber - Yousuf Al-Thunayan - Abdullah Zubromawi - Yasser Al-Qahtani - Nawaf Al-Temyat - Mohammad Al-Shalhoub - Mohamed Al-Deayea - Fahad Al-Ghesheyan - Khaled Aziz - Abdullah Al-Deayea - Khalid Al Temawi |  | - Fahad Al-Musaibeah - Saleh al Nayema - Khamis Al-Owairan - Ahmed Dokhi - Roberto Rivellino - Marcelo Tavares - Roniéliton dos Santos - Joelson Santos Silva - Neymar - Moussa Ndao - Tarik El Taib |  | - Franck Atsou - Tenema N'Diaye - Salaheddine Bassir - Samson Siasia - Seyfo Soley - Arnulfo Valentierra - Eamonn O'Keefe - Carlos Flores - Andrei Kantxelskis - Christian Wilhelmsson - Baba Adamu |

## Entrenadors destacats
- Mário Zagallo
- Marcos Paquetá
- Willem van Hanegem
- Francisco Maturana
- Anghel Iordănescu
- Ilie Balaci
- Aad de Mos
- Edson Tavares
- Simone Inzaghi